# Stan wojny
Stan wojny – instytucja prawna uregulowana w III konwencji haskiej w 1907 roku. Przewiduje wypowiedzenie wojny i określone skutki w stosunku do państw obcych, a także – poprzez instytucję stanu wojennego – skutki w stosunkach wewnętrznych państwa. Stan wojny nie jest równoznaczny z walką orężną.
W Polsce uchwałę o wprowadzeniu stanu wojny podejmuje Sejm Rzeczypospolitej Polskiej, a jeśli ten nie może zebrać się na posiedzenie, o stanie wojny postanawia Prezydent Rzeczypospolitej Polskiej. Uchwała taka może być podjęta jedynie w przypadku zbrojnej agresji na terytorium Rzeczypospolitej Polskiej lub gdy z umów międzynarodowych wynika zobowiązanie do wspólnej obrony przeciw agresji. Stan wojny jest skierowany do agresora i społeczności międzynarodowej, stanowi podstawę do rozpoczęcia działań zbrojnych. Przerwa w walce jest rozejmem. Zakończenie stanu wojny następuje zwykle przez zawarcie pokoju, przy czym decyzję podejmuje Sejm RP. Stan wojny nie pociąga za sobą bezpośrednich skutków dla sytuacji wewnętrznej państwa, chyba że zostanie dodatkowo wprowadzony stan wojenny. Sąd wyjątkowy lub tryb doraźny (w sądownictwie) mogą być ustanowione tylko na czas wojny, co jednoznacznie stwierdza Art. 175 ust. 2 Konstytucji RP.